# جويل بيلنغز
جويل بيلنغز (بالإنجليزية: Joel Billings)‏ هو شخصية أعمال أمريكي، ولد في يونيو 1958.